# Rana montezumae
Rana montezumae là một loài ếch trong họ Ranidae. Chúng là loài đặc hữu của México.
Các môi trường sống tự nhiên của chúng là rừng ôn đới, các khu rừng vùng núi ẩm nhiệt đới hoặc cận nhiệt đới, hồ nước ngọt, đầm nước ngọt, vườn nông thôn, các khu rừng trước đây bị suy thoái nặng nề, ao, và ao nuôi trồng thủy sản. Loài này đang bị đe dọa do mất môi trường sống.